# Herb Wołożyna

Herb Wołożyna

Herb Wołożyna - znak heraldyczny symbolizujący miasto Wołożyn na Białorusi. Herb przedstawia na tarczy w polu czerwonym złotą łękawicę (herb szlachecki Abdank).
Herb zatwierdzony został 22 czerwca 1998 roku.